# Sả đốm
Sả đốm (danh pháp hai phần: Actenoides lindsayi) là một loài chim thuộc họ Sả (Alcedinidae), có tài liệu xếp vào họ Bồng chanh (Alcedinidae).
Sả đốm là loài bản địa Philippines. Môi trường sinh sống tự nhiên của nó là rừng đất thấp ẩm nhiệt đới và cận nhiệt đới.